# Deutsches Ultimatum an Belgien
Das Deutsche Ultimatum an Belgien war eine am 2. August 1914 übergebene diplomatische Note der Reichsregierung des Deutschen Kaiserreichs an die Regierung des Königreichs Belgien, in der freier Durchzug durch belgische Lande gefordert wurde. Sollte Belgien dies abweisen, werde das Deutsche Reich das Nachbarland als Feind betrachten. Das Dokument steht am Beginn des Ersten Weltkriegs und war eine logische Konsequenz der deutschen Militärplanungen der Vorkriegszeit, die auf den Schlieffen-Plan zurückgehen.

## Hintergrund
Die auf das Attentat von Sarajevo vom 28. Juni 1914 folgende Julikrise hatte sich nach dem österreich-ungarischen Ultimatum an Serbien vom 23. Juli derart zugespitzt, dass das Russische Kaiserreich am 30. Juli die Generalmobilmachung seiner Streitkräfte erklärt hatte, worauf Deutschland am 1. August Russland den Krieg erklärte. Mit dieser Entscheidung wurde die Schwelle zu einem großen europäischen Konflikt überschritten, da Russland mit Frankreich durch ein Militärbündnis verbunden war.
Grundlage der deutschen Militärplanungen für einen solchen Konflikt war der Schlieffen-Plan von 1905, der eine Invasion Frankreichs durch das neutrale Belgien vorsah. Deutschland verleugnete damit seine Verpflichtungen als eine der fünf Garantiemächte aus dem Londoner Protokoll. Die belgische Neutralität war 1839 von den europäischen Großmächten, darunter auch Preußen, garantiert worden.
Die Note wurde von Generalstabschef Helmuth Johannes Ludwig von Moltke entworfen und am 29. Juli dem Auswärtigen Amt zugestellt, wo sie vom Dirigenten der Abteilung Politik, Wilhelm von Stumm, bearbeitet und mit einem Nachtrag versehen wurde. Sie wurde zunächst nicht der belgischen Regierung übermittelt, sondern versiegelt durch einen Feldjäger dem Gesandten in Brüssel, Claus von Below-Saleske, zugesandt, zusammen mit der Anweisung, sie bis zu einer weiteren telegraphischen Anweisung sicher aufzubewahren, überbracht. Am 2. August folgte die Anweisung zur Übergabe des Ultimatums am gleichen Tag um 8 Uhr abends, verbunden mit dem Hinweis, die belgische Antwort werde in 12 Stunden erwartet und nicht in 24 Stunden, wie es im ursprünglichen Text hieß.

## Inhalt
(Gegenüber dem ursprünglich übersandten Text gestrichene Passagen sind durchgestrichen.)

„Der kaiserlichen Regierung liegen zuverlässige Nachrichten vor über den beabsichtigten Aufmarsch französischer Streitkräfte an der Maas in der Strecke Givet – Namur. Sie lassen keinen Zweifel über die Absicht Frankreichs, durch belgisches Gebiet gegen Deutschland vorzugehen. Die kaiserliche Regierung kann sich der Besorgnis nicht erwehren, daß Belgien trotz des besten Willens nicht imstande sein wird, ohne Hilfe einen französischen Vormarsch mit so großer Aussicht auf Erfolg abzuwehren, daß darin eine ausreichende Sicherheit gegen die Bedrohung Deutschlands gefunden werden kann. Es ist ein Gebot der Selbsterhaltung für Deutschland, dem feindlichen Angriff zuvorzukommen. Mit dem größten Bedauern würde es daher die deutsche Regierung erfüllen, wenn Belgien einen Akt der Feindseligkeit gegen sich darin erblicken würde, daß die Maßnahmen seiner Gegner Deutschland zwingen, zur Gegenwehr auch seinerseits belgisches Gebiet zu betreten. Um jede Mißdeutung auszuschließen, erklärt die kaiserliche Regierung das Folgende:
1. Deutschland beabsichtigt keinerlei Feindseligkeit gegen Belgien. Ist Belgien gewillt, in dem bevorstehenden Kriege Deutschland gegenüber eine wohlwollende Neutralität einzunehmen, so verpflichtet sich die deutsche Regierung, beim Friedensschluß nicht nur Besitzstand und Unabhängigkeit des Königreichs in vollem Umfang zu garantieren, sie ist sogar bereit, etwaigen territorialen Kompensationsansprüchen des Königreichs auf Kosten Frankreichs in wohlwollendster Weise entgegenzukommen.
2. Deutschland verpflichtet sich unter obiger Voraussetzung, das Gebiet des Königreichs wieder zu räumen, sobald der Friede geschlossen ist.
3. Bei einer freundschaftlichen Haltung Belgiens ist Deutschland bereit, im Einvernehmen mit den königlich belgischen Behörden alle Bedürfnisse seiner Truppen gegen Barzahlung anzukaufen und jeden Schaden zu ersetzen, der etwa durch deutsche Truppen verursacht werden könnte.
Sollte Belgien den deutschen Truppen feindlich entgegentreten, insbesondere ihrem Vorgehen durch Widerstand der Maas-Befestigungen oder durch Zerstörungen der Eisenbahnen, Straßen, Tunneln oder sonstigen Kunstbauten Schwierigkeiten bereiten, so wird Deutschland zu seinem Bedauern gezwungen sein, das Königreich Belgien als Feind zu betrachten. In diesem Falle würde Deutschland dem Königreich gegenüber keine Verpflichtungen übernehmen können, sondern müßte die Regelung des Verhältnisses beider Staaten zueinander der Entscheidung der Waffen überlassen. […]“

## Abweisung und Folgen

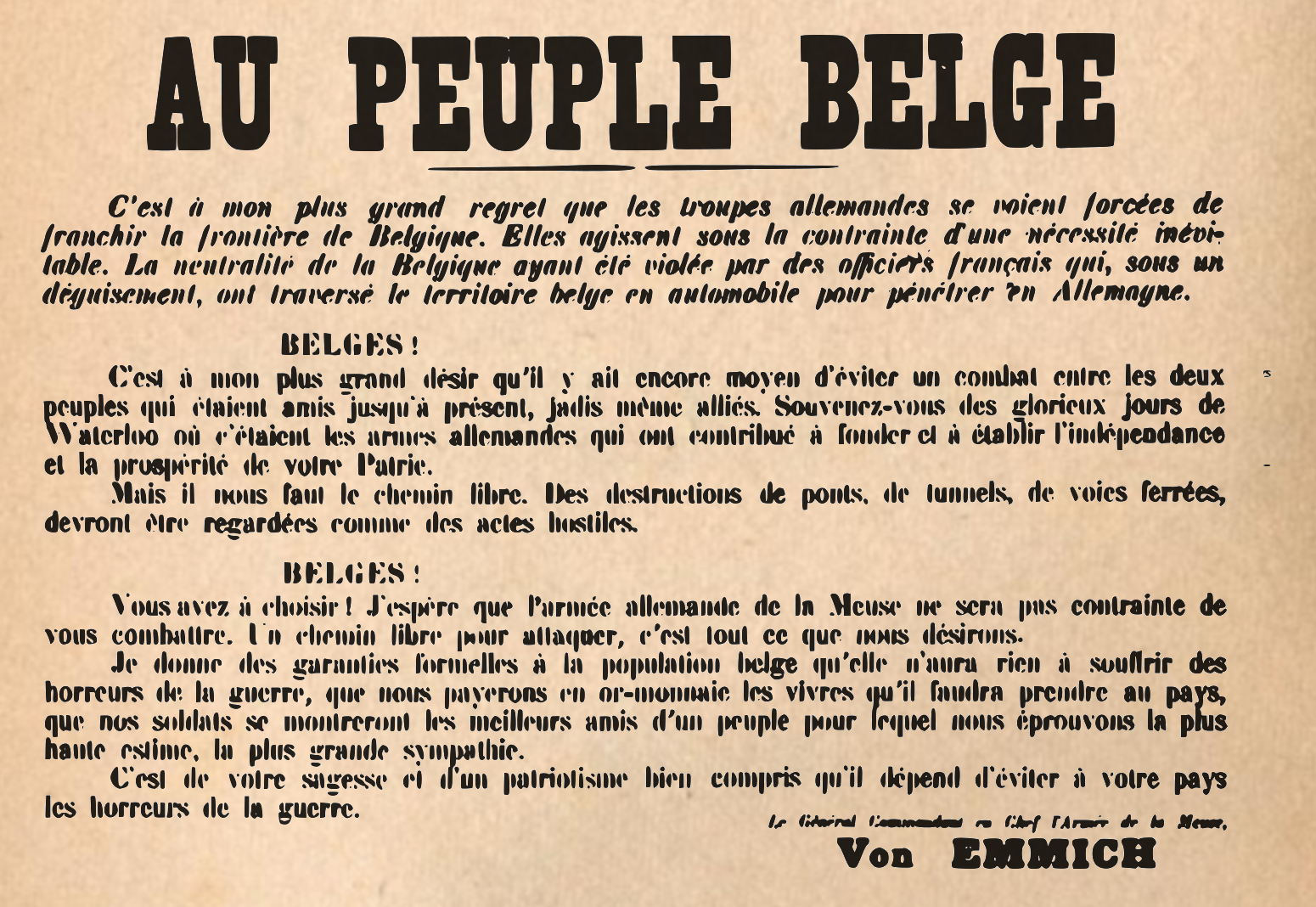
Aufruf des deutschen Generals Otto von Emmich an die belgische Bevölkerung, 3. August 1914

König Albert und seine Regierung hörten sich das Ultimatum fassungslos an, dem Minister Paul Hymans war es wie ein „Tritt in den Magen“. Das als brutal erfahrene Anliegen wurde einstimmig abgelehnt, indem die belgische Regierung Berlin am 3. August erklärte, sich „zutiefst verwundert jeglicher Schändung der Neutralität zu widersetzen“. Am gleichen Tag erklärte Deutschland Frankreich den Krieg. In der Nacht vom 3. auf den 4. August rückten deutsche Truppen ein und brachen damit die belgische Neutralität. Die britische Regierung stellte Deutschland am 4. August ein Ultimatum, das aufgrund von Nichtbefolgung zur Kriegserklärung an Deutschland führte.
Die belgische Armee war klein, schlecht ausgerüstet und der Aufgabe, ein mehr als zehnmal so großes Heer aufzuhalten, nicht gewachsen. Am 7. August fiel die Zitadelle der Festung Lüttich, doch die umliegenden Forts hielten noch mehrere Tage lang stand, was von den Alliierten schon als Sieg gedeutet wurde. Am 20. August wurden Brüssel und Gent eingenommen, am 23. August Namur und Mons, Antwerpen kapitulierte am 9. Oktober und die Küstenstädte Zeebrugge und Oostende ergaben sich am 15. Oktober.
Am 9. August 1914 machte Berlin Brüssel einen Versöhnungsvorschlag, worin es Belgien bat, die deutsche Übermacht zu akzeptieren. Der Vorschlag wurde empört zurückgewiesen. Ende August 1914 wurde von den Deutschen das Generalgouvernement Belgien eingerichtet, das das besetzte Land gezielt und mit Härte für die deutsche Kriegsversorgung einsetzen wollte.
Obwohl die belgische Armee den Schlieffen-Plan letztendlich nur um Tage verzögerte, überraschte ihr entschiedener Widerstand dennoch die deutsche Führung, und er rief die britischen Streitkräfte ins Land. Ende Oktober 1914 gelang es der belgischen Armee auch selber, die Front an der Mündung der Yser durch Überflutung der Flussebene zu stabilisieren und den Aufmarsch der Deutschen zu stoppen. So gut wie das gesamte belgische Territorium war zu diesem Zeitpunkt schon deutsch besetzt. Der Streifen Land von Nieuwpoort an der Nordsee über Ieper bis an die französische Grenze nahe Lille sollte bis Kriegsende belgisch bleiben. In den Flandernschlachten starben Hunderttausende von Soldaten auf belgischem Boden.
Der Einmarsch in und die Besetzung Belgiens wurden von Anfang an von Ausschreitungen deutscher Truppen begleitet, wie Geiselnahmen und -erschießungen, Niederbrennen von Häusern und Deportationen. Deutschland gab dafür bewaffnete Widerstandshandlungen belgischer Nichtkombattanten als Grund an, die aber nie belegt worden sind. Umgekehrt spielten diese als Rape of Belgium von den Alliierten bezeichneten, teils ins Groteske verzerrt dargestellten Ereignisse eine bedeutende Rolle bei der Mobilisierung der Bevölkerung in den alliierten Staaten, neben der eigentlichen Vertragsverletzung selber. Internationale Empörung erregte das mutwillige Anzünden der Universitätsbibliothek Löwen durch die Deutschen.
Für Belgien bedeutete das Ablehnen des Ultimatums und die Kriegsteilnahme, dass es nach dem Krieg die deutschen Gebiete um Eupen und Malmedy zugesprochen bekam. Die belgische Wirtschaft aber, 1914 noch die fünftgrößte der Welt, würde sich von den gezielten Plünderungen nie ganz erholen.